# Baia Wulaia

La baia Wulaia, sulla sponda orientale del canale Murray

La baia Wulaia è una baia posta sulla costa occidentale dell'isola di Navarino, lungo il canale Murray, nella Terra del Fuoco, all'estremo sud del Cile.
L'isola e lo stretto adiacente fanno parte del comune di Cabo de Hornos, nella Provincia dell'Antartica Cilena, che fa parte della Regione di Magellano e dell'Antartide Cilena.

## Storia
Nella baia Wulaia c'è un sito archeologico, dove sorgevano i primi insediamenti Yaghan; le parti in muratura sono tuttora in piedi. Gli abitanti dell'insediamento, chiamato Wulaia Bay Dome Middens, secondo Michael Hogan usavano delle piccole insenature della baia come trappole per pesci.
Per quanto riguarda la storia più recente, la baia è tristemente famosa per il massacro di Wulaia (6 novembre 1859), nel quale gli Yaghan uccisero otto missionari disarmati mentre officiavano una messa.